# Linda Thomas-Greenfield
Linda Thomas-Greenfield (n. 22 noiembrie 1952, Parohia East Baton Rouge, Louisiana, SUA) este o diplomată americană care ocupă funcția de ambasadoare a Statelor Unite ale Americii la Națiunile Unite sub președintele Joe Biden. A fost secretar de stat adjunct al SUA pentru afaceri africane din 2013 până în 2017. Thomas-Greenfield a lucrat apoi în sectorul privat ca vicepreședinte senior la firma de strategie de afaceri Albright Stonebridge Group din Washington, D.C.
Președintele Biden a nominalizat-o pentru a fi ambasadoarea SUA la Națiunile Unite, iar ea a fost confirmată de Senatul Statelor Unite ale Americii pe 23 februarie 2021. Ea și-a preluat funcția după ce și-a prezentat acreditările pe 25 februarie 2021.

## Viața timpurie și educația
Thomas-Greenfield s-a născut în Baker, Louisiana⁠(d), în 1952, fiind unul dintre cei opt frați. A absolvit o școală superioară cu predare exclusiv pentru afro-americani din Zachary, Louisiana⁠(d), în 1970. Thomas-Greenfield a obținut o diplomă de licență în Arte⁠(d) de la Universitatea de Stat din Louisiana în 1974 și un master în administrație publică de la University of Wisconsin–Madison în 1975. În cadrul ceremoniei de absolvire din primăvara anului 2018 a UW-Madison, Thomas-Greenfield a primit un doctorat onorific în drept din partea cancelarului Rebecca Blank⁠(d).

## Carieră
Înainte de a se alătura Serviciului Extern în 1982, Thomas-Greenfield a predat științe politice la Universitatea Bucknell. 
A deținut funcția de secretar adjunct, Biroul pentru Populație, Refugiați și Migrațiune (2004–2006), secretar adjunct principal pentru afaceri africane (2006–2008), ambasador în Liberia (2008–2012) și director general al Serviciului Extern, ocupând în același timp și funcția de director de resurse umane (2012–2013). Pe lângă acestea, Thomas-Greenfield a avut posturi diplomatice în Elveția (la Misiunea SUA la Națiunile Unite), Pakistan, Kenya, Gambia, Nigeria și Jamaica.
Din 2013 până în 2017, a ocupat funcția de secretar de stat adjunct pentru afaceri africane în cadrul Biroului pentru Afaceri Africane al Departamentul de Stat al Statelor Unite ale Americii.
În 2017, a fost concediată de administrația Trump ca parte a ceea ce a fost descris ca o „epurare a oficialilor superiori din Departamentul de Stat și a profesioniștilor de carieră pe parcursul a aproape patru ani,” conform Los Angeles Times.
Linda Thomas-Greenfield este cercetătoare asociată nerezidentă la Universitatea Georgetown, după ce a ocupat funcția de cercetătoare rezidentă prestigioasă în studii africane din toamna anului 2017 până în primăvara anului 2019.
În noiembrie 2020, Thomas-Greenfield a fost numită membru voluntar al echipei de revizuire a agențiilor președintelui ales Joe Biden pentru a sprijini eforturile de tranziție legate de Departamentul de Stat al Statelor Unite ale Americii. Începând din noiembrie 2020, Thomas-Greenfield era în concediu din funcția de vicepreședinte senior la Albright Stonebridge Group.

### Ambasadoare a SUA la ONU

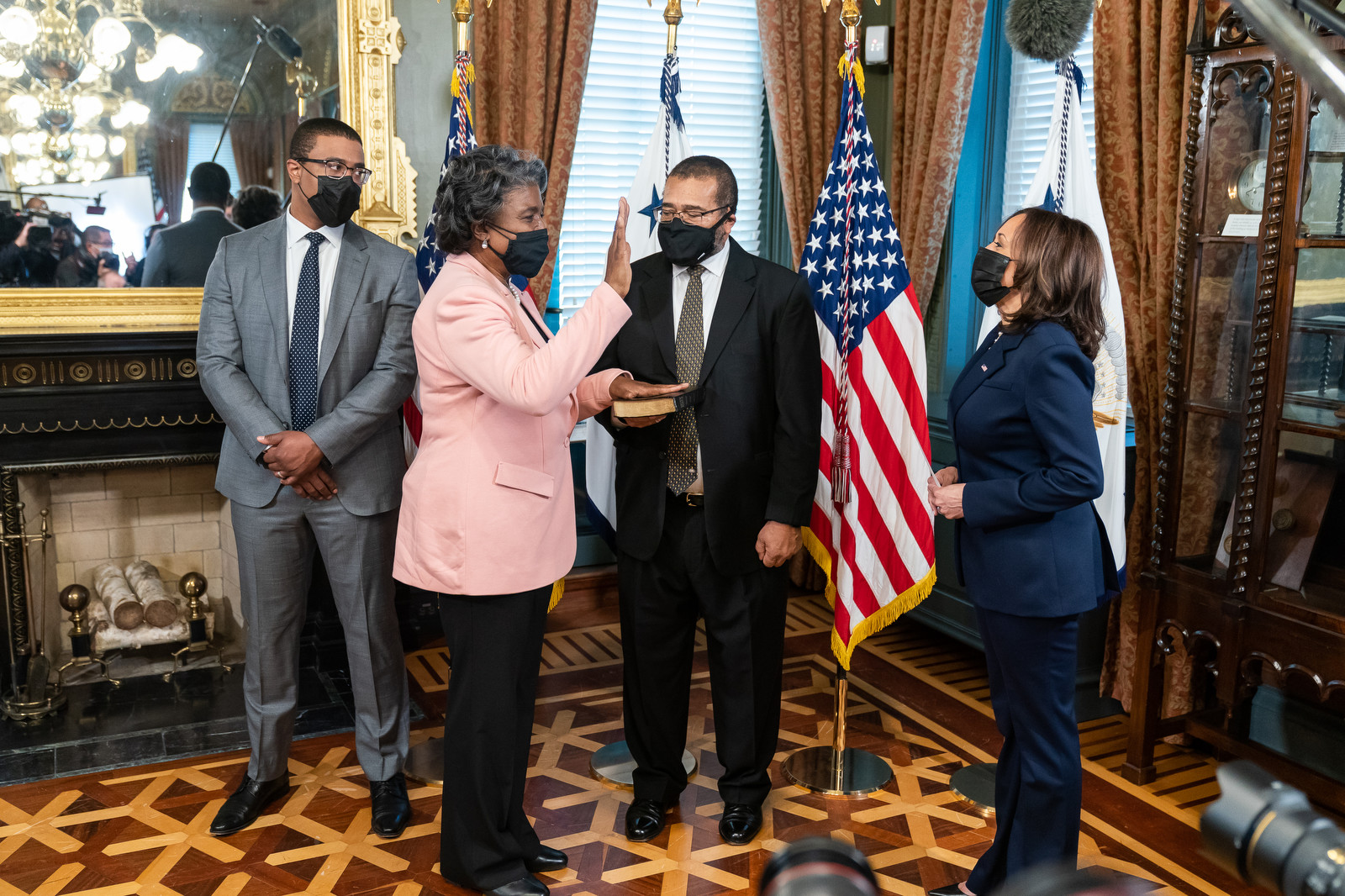
Thomas-Greenfield depune jurământul în fața vicepreședintelui Kamala Harris pe 24 februarie 2021

Pe 24 noiembrie 2020, Biden și-a anunțat planurile de a o nominaliza ca următoarea ambasadoare a SUA la Organizația Națiunilor Unite și de a o include în cabinetul său și în Consiliul Național de Securitate. Ea a apărut în fața Comitetului pentru Relații Externe al Senatului pe 27 ianuarie 2021. În timpul audierii pentru confirmarea nominalizării sale ca ambasador la ONU, Thomas-Greenfield a spus că regretă că a ținut un discurs la un Institut Confucius susținut de Beijing în 2019, când lucra pentru o firmă de consultanță privată. Ea a fost în mare parte de acord cu Comitetul pentru Relații Externe al Senatului privind politicile internaționale, exprimând îngrijorări cu privire la "forța malignă" și "capcanele datoriilor și tacticile" Republicii Populare Chineze în Africa și dincolo de aceasta. În februarie 2021, s-a raportat că senatorul Ted Cruz din Texas întârzia un vot al comitetului privind nominalizarea ei din cauza comentariilor sale din 2019 despre Republica Populară Chineză. Thomas-Greenfield a promis să se opună "vizării nedrepte a Israelului" pentru Boicot, Cesiune și Sancțiuni, spunând că mișcarea „se apropie de antisemitism”.
Comitetul a raportat favorabil nominalizările sale pe 4 februarie 2021. Thomas-Greenfield a fost confirmată de Senatul Statelor Unite ale Americii pe 23 februarie 2021, printr-un vot de 78–20 pentru a fi ambasadoarea ONU; ulterior a fost confirmată, printr-un vot de 78–21, pentru a fi reprezentanta SUA la Adunarea Generală a ONU. Și-a preluat mandatul după ce și-a prezentat acreditările pe 25 februarie 2021. A succedat-o pe ambasadoarea Kelly Craft⁠(d).

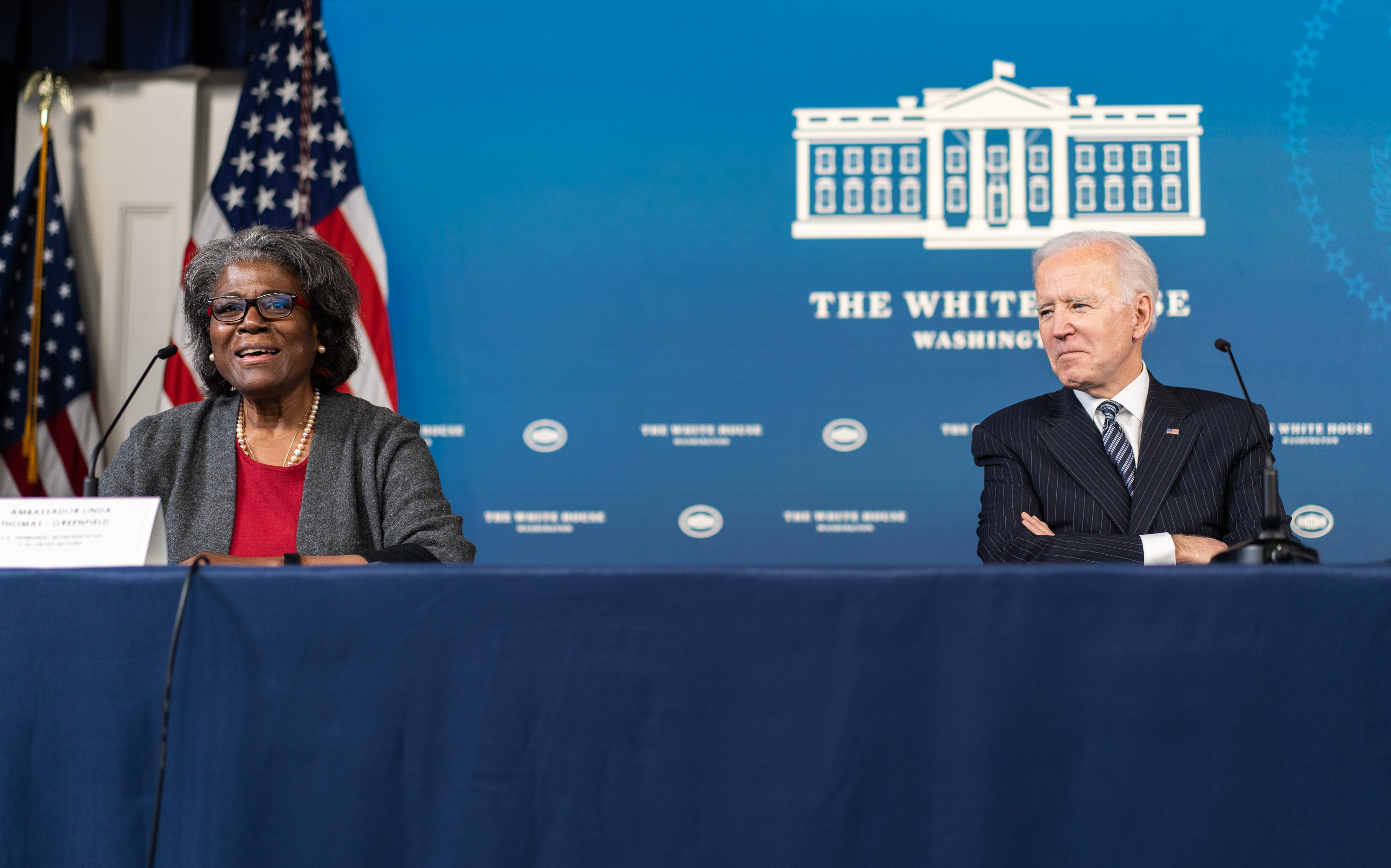
Thomas-Greenfield cu președintele Joe Biden, martie 2021

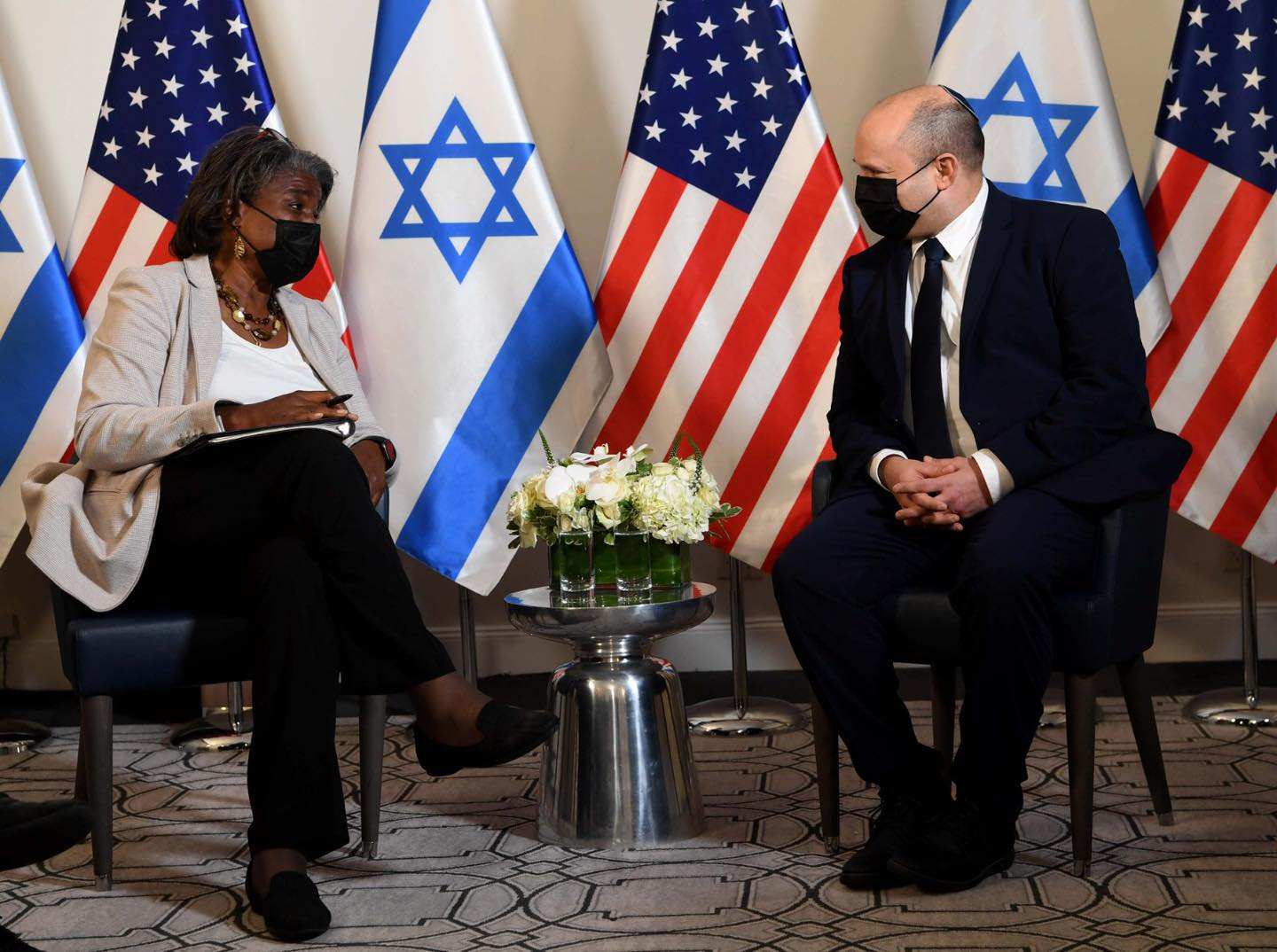
Thomas-Greenfield cu prim-ministrul israelian Naftali Bennett în septembrie 2021

Începând cu 1 martie 2021, Statele Unite au devenit președintele Consiliului de Securitate al Națiunilor Unite; astfel, Greenfield a devenit președinta consiliului ca șefă a delegației Statelor Unite ale Americii. Mandatul ei s-a încheiat pe 31 martie 2021. Următorul ei mandat ca președintă a Consiliului de Securitate al ONU a început pe 1 mai 2022, succedând-o pe omoloaga sa din Marea Britanie, Barbara Woodward⁠(d), care a fost președintă a Consiliului de Securitate al ONU pentru aprilie 2022, în mijlocul războiului continuu din Ucraina declanșat de Rusia, și s-a încheiat pe 31 mai 2022, fiind succedată de ambasadorul albanez, Ferit Hoxha⁠(d), pentru luna iunie 2022. Greenfield urma să mai servească un mandat ca președintă a Consiliului de Securitate al ONU în august 2023, succedând-o din nou pe Woodward, care a servit pentru luna iulie 2023.
Thomas-Greenfield a acuzat Republica Populară Chineză de comiterea genocidului împotriva uigurilor și de reținerea a peste un milion de uiguri și alte minorități etnice în lagărele de internare din Xinjiang. Ea a spus că Statele Unite „vor continua să se ridice și să vorbească deschis până când guvernul Chinei își va opri crimele împotriva umanității și genocidul uigurilor și altor minorități din Xinjiang”.
Aceasta și-a exprimat îngrijorarea cu privire la rapoartele privind escaladarea tensiunilor etnice în regiunea Tigray din Etiopia și a îndemnat la o rezolvare pașnică a conflictului din Tigray dintre guvernul federal al Etiopiei și forțele guvernului regional Tigray.
Pe 18 octombrie 2023, în timpul războiului Israel-Hamas, Consiliul de Securitate al ONU a votat o rezoluție pentru o pauză temporară a ostilităților pentru a permite ajutor umanitar în Gaza. Războiul a început cu atacul condus de Hamas asupra Israelului în 2023, care a ucis aproximativ 1.200 de israelieni. La momentul votului, peste 3.000 de palestinieni fuseseră uciși. Thomas-Greenfield, reprezentând SUA, a fost singurul vot "împotrivă" în consiliul format din 15 membri. Rezoluția a eșuat deoarece SUA au drept de veto în Consiliul de Securitate al ONU. Pentru a explica votul, Thomas-Greenfield a spus că SUA lucrau la o rezoluție diplomatică a crizei umanitare și că rezoluția nu recunoștea dreptul Israelului la autoapărare.
În decembrie 2023, Thomas-Greenfield a votat împotriva unei rezoluții umanitare de încetare a focului în Adunarea Generală a ONU formată din 193 de membri, unde Statele Unite nu dețin drept de veto. A afirmat că o încetare a focului ar fi "temporară în cel mai bun caz și periculoasă în cel mai rău caz". Pe 20 februarie 2024, Thomas-Greenfield a votat din nou împotriva unei rezoluții a Consiliului de Securitate al ONU care solicita o încetare imediată a focului în Gaza. Ea a declarat: "Solicitarea unei încetări imediate și necondiționate a focului fără un acord care să oblige Hamas să elibereze ostaticii nu va aduce o pace durabilă. Dimpotrivă, ar putea prelungi luptele dintre Hamas și Israel". Potrivit Reuters, rezoluția "a cerut separat o încetare imediată a focului umanitar și eliberarea imediată și necondiționată a tuturor ostaticilor".
În mai 2024, University of Vermont și Universitatea Xavier din Louisiana au anulat ambele discursuri de absolvire planificate de Thomas-Greenfield în urma protestelor studenților față de alegerea ei.

## Viața personală
Soțul lui Thomas-Greenfield, Lafayette Greenfield, a lucrat pentru Departamentul de Stat înainte de pensionare. Ei au împreună doi copii.

## Publicații
- Thomas-Greenfield, Linda (1 iulie 2001). „US refugee admissions history and policy”. Refugee Survey Quarterly. 20 (2): 165–169. doi:10.1093/rsq/20.2.165. JSTOR 45053391.
- Thomas-Greenfield, Linda (13 noiembrie 2013). „Countering the Threat Posed by Boko Haram”. U.S. Department of State.
- Thomas-Greenfield, Linda (ianuarie 2014). „Countering the Threat Posed by Boko Haram”. Hampton Roads International Security Quarterly: 87–91. ProQuest 1473659850. templatestyles stripmarker în |id= la poziția 1 (ajutor)
- Thomas-Greenfield, Linda; Wharton, D. Bruce (2019). „Zimbabwe's Coup: Net Gain or No Gain?”. Military Review (în engleză). Arhivat din original la 5 februarie 2021. Accesat în 14 iunie 2024.
- Thomas-Greenfield, Linda; Burns, William J. (2020). „The Transformation of Diplomacy: How to Save the State Department”. Foreign Affairs (în engleză). 99 (6).